# Número de Harshad
En matemáticas, un número de Harshad o número de Niven es un entero divisible entre la suma de sus dígitos en una base dada. Estos números fueron definidos por D. R. Kaprekar, un matemático indio. La palabra "Harshad" proviene del sánscrito, que significa gran alegría. Número de Niven toma su nombre de Ivan Morton Niven, un matemático canadiense y estadounidense, que presentó un artículo en 1997. Todos los números entre cero y la base, son números Harshad.

Los primeros cincuenta y dos números de Harshad, con dos o más dígitos, en base 10 son ((sucesión A005349 en OEIS)):
10, 12, 18, 20, 21, 24, 27, 30, 36, 40, 42, 45, 48, 50, 54, 60, 63, 70, 72, 80, 81, 84, 90, 100, 102, 108, 110, 111, 112, 114, 117, 120, 126, 132, 133, 135, 140, 144, 150, 152, 153, 156, 162, 171, 180, 190, 192, 195, 198, 200, 201 y 204.

## Notación
Sea X un entero positivo con m dígitos en base n, y los dígitos ai (i = 0, 1, ..., m − 1) (Es claro que ai debe ser cero o un entero positivo hasta n) X puede ser expresado como:
{\displaystyle X=\sum _{i=0}^{m-1}a_{i}n^{i}.}
Si existe un entero A tal que la siguiente expresión se cumple, entonces X es un número de Harshad en base n:
{\displaystyle X=A\sum _{i=0}^{m-1}a_{i}.}
Un número que es de Harshad en cualquier base de numeración se dice que es un número de Harshad total o Niven total. Sólo hay cuatro números que cumplen esta condición: 1, 2, 4 y 6.

## ¿Qué números pueden ser números de Harshad?
Dado el test de divisibilidad para el 9, uno podría sentirse tentado de generalizar que todos los números divisibles entre 9 son también números de Harshad. Para el propósito de determinar "cómo de Hardshard" es un número n, los dígitos de n pueden ser sumados una única vez y n debe ser divisible entre esa suma; de otra forma, no es un número de Harshad. Por ejemplo, el 99 aunque es divisible entre 9, resulta que 9 + 9 = 18 y 1 + 8 = 9, que no es un número de Harshad, ya que 9 + 9 = 18 y 99 no es divisible entre 18.

La base del número siempre será un número de Harshad en su propia base, ya que será representada como "10" y 1 + 0 = 1.

Para que un número primo sea también un número de Harshad, debe ser más pequeño que la base (un número de una cifra) o que el propio número de la base. De otra forma, los dígitos del número primo se añadirán a un número que es mayor que uno pero menor que el número primo, y obviamente, no será divisible.

Aunque la secuencia de los factoriales comienza con números de Harshad en base 10, no todos son números de Harshad. 432! es el primer número que no lo es.

## Números de Harshad consecutivos
H.G. Grundman demostró en 1994 que, en base 10, no hay 21 números enteros consecutivos que sean todos números de Harshad. También encontró la secuencia más pequeña de 20 números consecutivos de Harshad, que son mayores que 1044363342786.

En notación binaria, existen infinitas secuencias de cuatro números consecutivos de Harshad; en ternaria, existen infinitas secuencias de seis números consecutivos de Harshad. Ambos hechos fueron demostrados por T. Cai en 1996.

En general, tales secuencias maximales van desde N · bk - b a N · bk + (b-1), donde b es la base, k es una potencia relativamente grande y N es una constante. Intercalando ceros en N no cambia la suma de dígitos, por tanto es posible convertir cualquier solución en una mayor, como 21, 201 y 2001. De esta forma, cualquier solución implica una infinita clase de soluciones.

## Estimando la densidad de números de Harshad
Si N(x) denota el número de números de Harshad ≤ x, entonces, para una ε > 0, 

{\displaystyle x^{1-\varepsilon }\ll N(x)\ll {\frac {x\log \log x}{\log x}}}

como demostró Jean-Marie De Koninck y Nicolas Doyon; aún más, De Koninck, Doyon and Kátai demostraron que,

{\displaystyle N(x)=\left(c+o(1)\right){\frac {x}{\log x}}}

donde c = (14/27) log 10 ≈ 1.1939.